# Frans I van Longueville
Frans I van Longueville (1447-1491) was van 1468 tot aan zijn dood graaf van Longueville. Hij behoorde tot het huis Orléans-Longueville.

## Levensloop
Frans I was de zoon van graaf van Longueville Jan van Dunois, een buitenechtelijke zoon van hertog Lodewijk I van Orléans, en diens tweede echtgenote Maria van Harcourt. Na de dood van zijn vader in 1468 werd hij graaf van Longueville, Dunois en Tarcanville, baron van Varenguebec, burggraaf van Melun en heer van Partenay, Beaugency en Château-Renault. Bovendien was hij grootkamerheer van Frankrijk, kamerheer, connétable en gouverneur van Normandië en van 1483 tot 1485 gouverneur van de Dauphiné. 
Tijdens de Gekke Oorlog koos Frans I de zijde van hertog Lodewijk II van Orléans tegen de Franse regentes Anna van Beaujeu. In juni 1487 veroverde hij het kasteel van Parthenay en vervolgens wist hij de rebellentroepen van Nantes voor zich te winnen. Na het einde van de oorlog werd Frans I in januari 1488 schuldig bevonden aan majesteitschennis, maar een jaar later kreeg hij amnestie. 
Graaf Frans I van Longueville stierf in 1491.

## Huwelijk en nakomelingen
Op 2 juli 1466 huwde Frans met Agnes (1445-1508), dochter van hertog Lodewijk van Savoye. Ze kregen twee zonen:
- Frans II (1478-1513), graaf en hertog van longueville
- Lodewijk I (1480-1516), hertog van Longueville